# Франк, Жан-Пьер
Жан-Пьер Франк (фр. Jean-Pierre Franque; 11 августа 1774, Бюи-ле-Баронни, Дофине, Королевство Франция — 1860, Кентиньи, департамент Юра, Вторая империя) — французский художник, брат-близнец Жозефа Франка. В 1802—1803 годах был супругом рано умершей художницы Люсиль Франк (урождённой Мессажо; 1780—1803).

## Биография

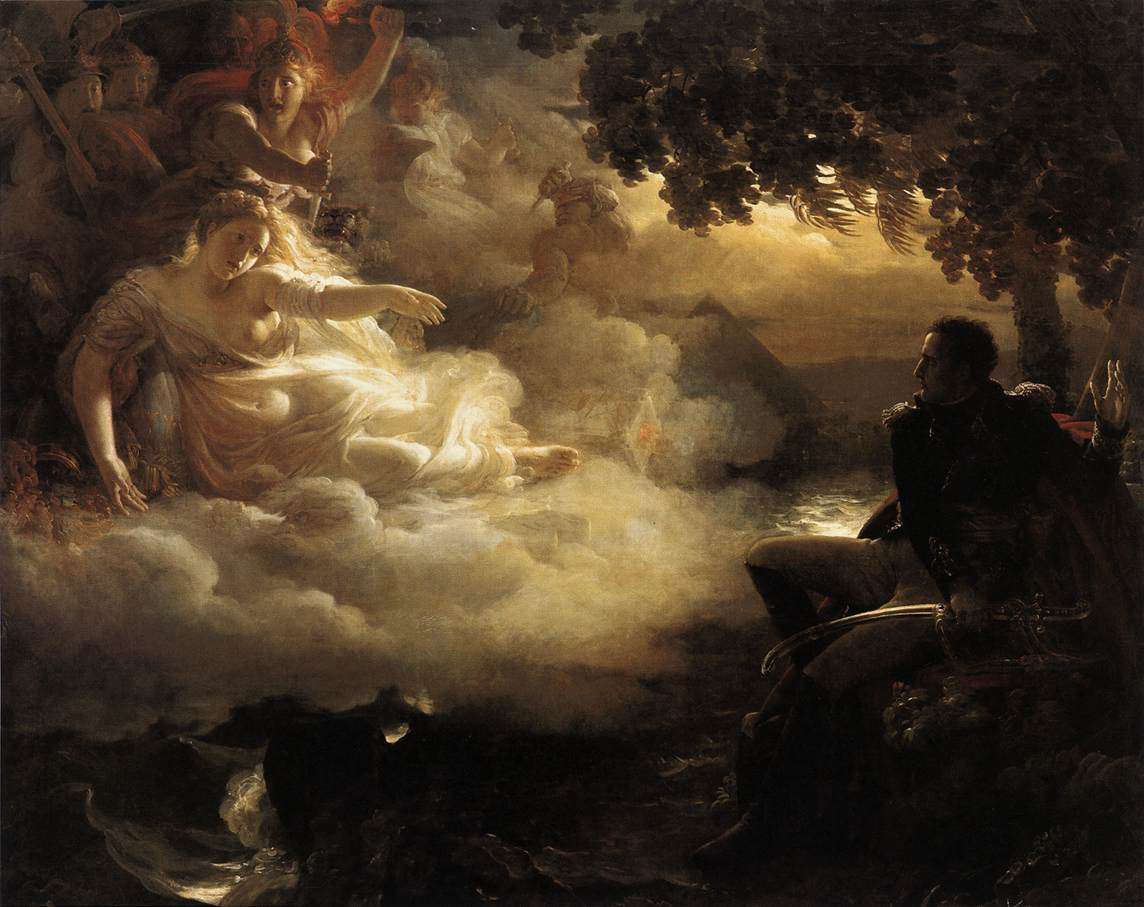
Наполеон и Франция (Страдающая от поражений на всех фронтах Франция призывает генерала Бонапарта вернутся из Египетского похода). Лувр

Родился в 1774 в Бюи-ле-Баронни — городке с несколькими сотнями жителей (в XVIII столетии; современное население — около 2300 человек) во французской провинции Дофине в простой семье. Брат-близнец Жозефа Франка. Оба брата решили посвятить себя живописи и уехали из родного города в Париж, где в годы Великой французской революции были среди учеников Жака-Луи Давида.
Несмотря на то, что Давид согласился «во имя революции» учить братьев бесплатно, как выходцев из народа, позволял Жану-Пьеру непосредственно участвовать в работе над основными своими картинами (включая «Похищение сабинянок») и предоставил Жану-Пьеру для проживания комнату над мастерской, Жан-Пьер не ответил благодарностью, а его комната во второй половине 1790-х стала местом чрезвычайно шумных собраний молодых художников, в основном (но не только) учеников Давида, так что в конце концов Давид выгнал Франка из своего дома, а на его месте поселил Жерома Мартена Ланглуа.
После ссоры с Давидом Жан-Пьер Франк женился на Люсиль Мессажо, также художнице, постоянной участнице и музе его вечеринок. У них родилась единственная дочь, которую они назвали Исидой. В дальнейшем Жан-Пьер Франк время от времени выставлял свои картины на Парижском салоне, получал заказы, иногда весьма важные и от высокопоставленных лиц, но не добился громкой славы. Его брат-близнец уехал из Парижа в Италию: сперва в Каррару, где преподавал живопись, а затем в Неаполь, где стал ректором местной академии художеств. Люсиль Франк, супруга Жана-Пьера, умерла совсем молодой. Супруг пережил её на 58 лет. Он умер в бургундской деревушке Кентиньи в марте 1860 года.
Сегодня Жана-Пьера Франка чаще всего вспоминают в связи с картиной «Наполеон и Франция», которая хранится в коллекции Лувра (экспонируется в филиале Лувра в городе Ланс).

## Галерея

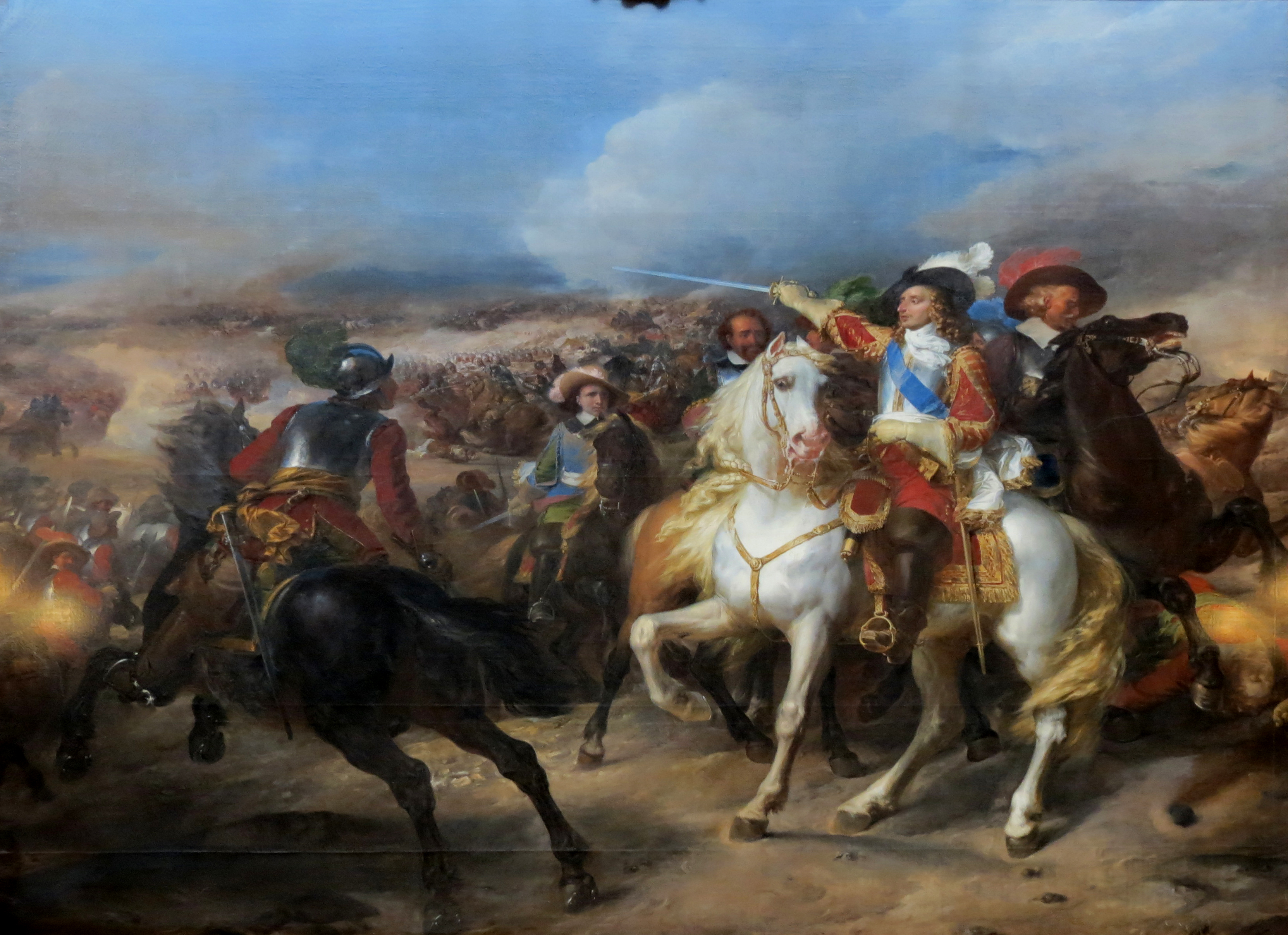
Великий Конде в битве под Лансом. Версаль
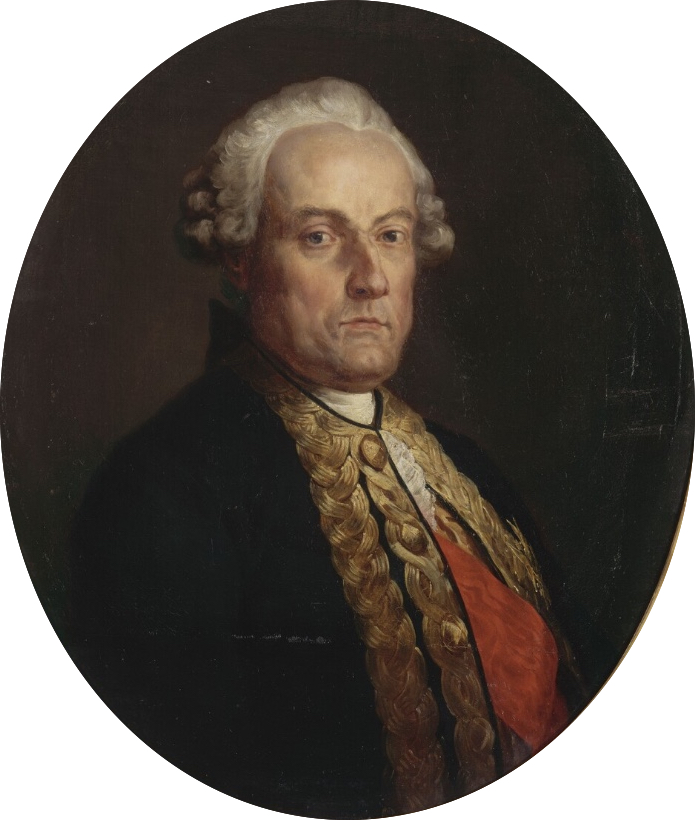
Портрет адмирала Туссена Гийома Пике де ла Мотта (фр.). Версаль